# Blancmangerog
De blancmangerog (Leucoraja wallacei) is een vissensoort uit de familie van de Rajidae. De wetenschappelijke naam van de soort is voor het eerst geldig gepubliceerd in 1970 door Hulley.